# Герб Макарова
Герб Мака́рова — офіційний символ смт Макарова Київської області, затверджений рішенням № 211-13-V Макарівської селищної ради від 17 травня 2007 року.

## Опис
|  | «Щит прямокутний зверху та заокруглений знизу, пересічений горизонтально синьою хвилястою смугою, що символізує річку Здвиж. Співвідношення пропорцій висоти до ширини щита 8:7. У верхній частині щита, на пурпуровому полі, в центрі зображено золоту митру Святителя Димитрія Ростовського. З боків митри — літери «В» і «М» золотого кольору. Перші згадки про село Воронін пов'язані з литовськими магнатами Івашенцевичами. Один з них, Макар Івашенцевич, першим серед своїх братів і сестер переїхав до України і оселився у Вороніному, потім перейменувавши його на Макарів. У нижній частині щита на золотому полі зображений елемент герба Димитрія Ростовського: пурпурне серце, на яке накладено золоті літери «Д» і «Р». Макарів — батьківщина видатного духовного діяча XVII—XVIII століть Димитрія Ростовського (Данила Туптала), автора 12 томів «Житія Святих». Лаврентій Похилевич у «Сказаннях про населені місцевості Київської губернії» пише: «Макарів найбільш відомий тим, що в ньому в грудні місяці 1651 року народився святий Димитрій, митрополит Ростовський від батьків Сави Григоровича Туптала і Марії Михайлівни і іменований Данилом». Малиновий колір українського козацтва. Синій колір символізує велич і красу. Золотий — шляхетність, заможність і силу». |

## З історії герба Макарова
У 2006 році був оголошений конкурс на найкращий проєкт герба селища Макарів.
Проєкт герба Макарова, запропонований «Геральдичною палатою» О. Руденка мав зображення Ворони (тому що в минулому село називалося Воронін(е)), польського шляхетського герба «Лис», до яких належали Івашенцевичі, власники села, а також фортечного муру з вежами та брамою (на згадку про зміцнення села Макаром Івашенцевичем).
Представлявся на обговорення і другий проект макарівського герба. Автор малюнка — А. П. Марчук. В основу цього проекту покладено родовий знак сім'ї Туплалів — грецька «дельта» з православним хрестом. На знаку Димитрія Туптала всередині «дельти» зображувалася літера «Р».
17 травня 2007 рішенням № 211-13-V Макарівської селищної Ради затвердила герб і прапор селища. У його основу ліг проєкт А. Марчука.

## Виноски
1. ↑  цитата з гербовника Анатолія Марчука «Символіка Макарівщини»
2. ↑  за матеріалами сайту «Геральдична палата» (Олексій Руденко і компаньйони)